# Homberg (Westerwald)

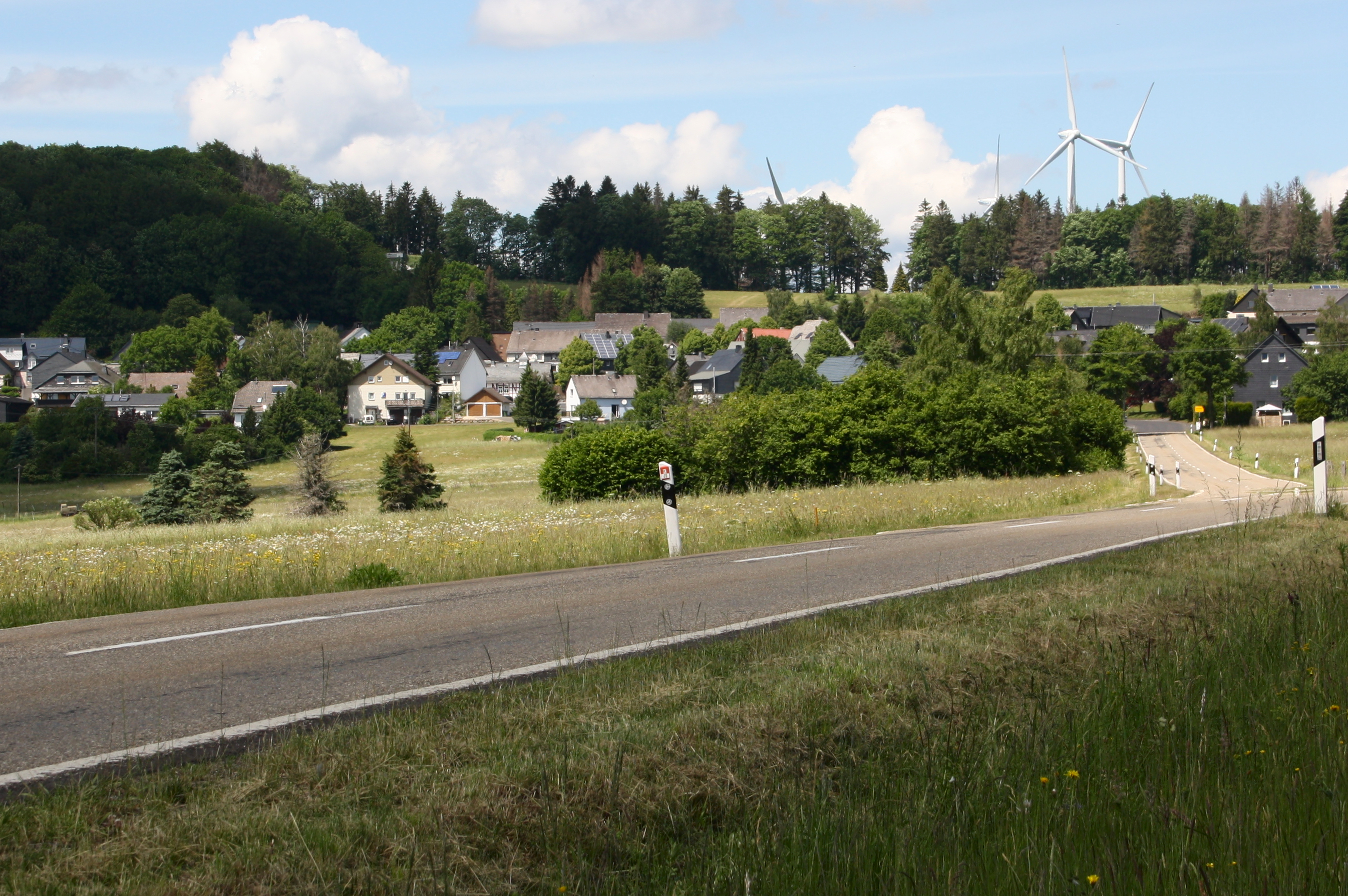
Ansicht von Homberg (2020)

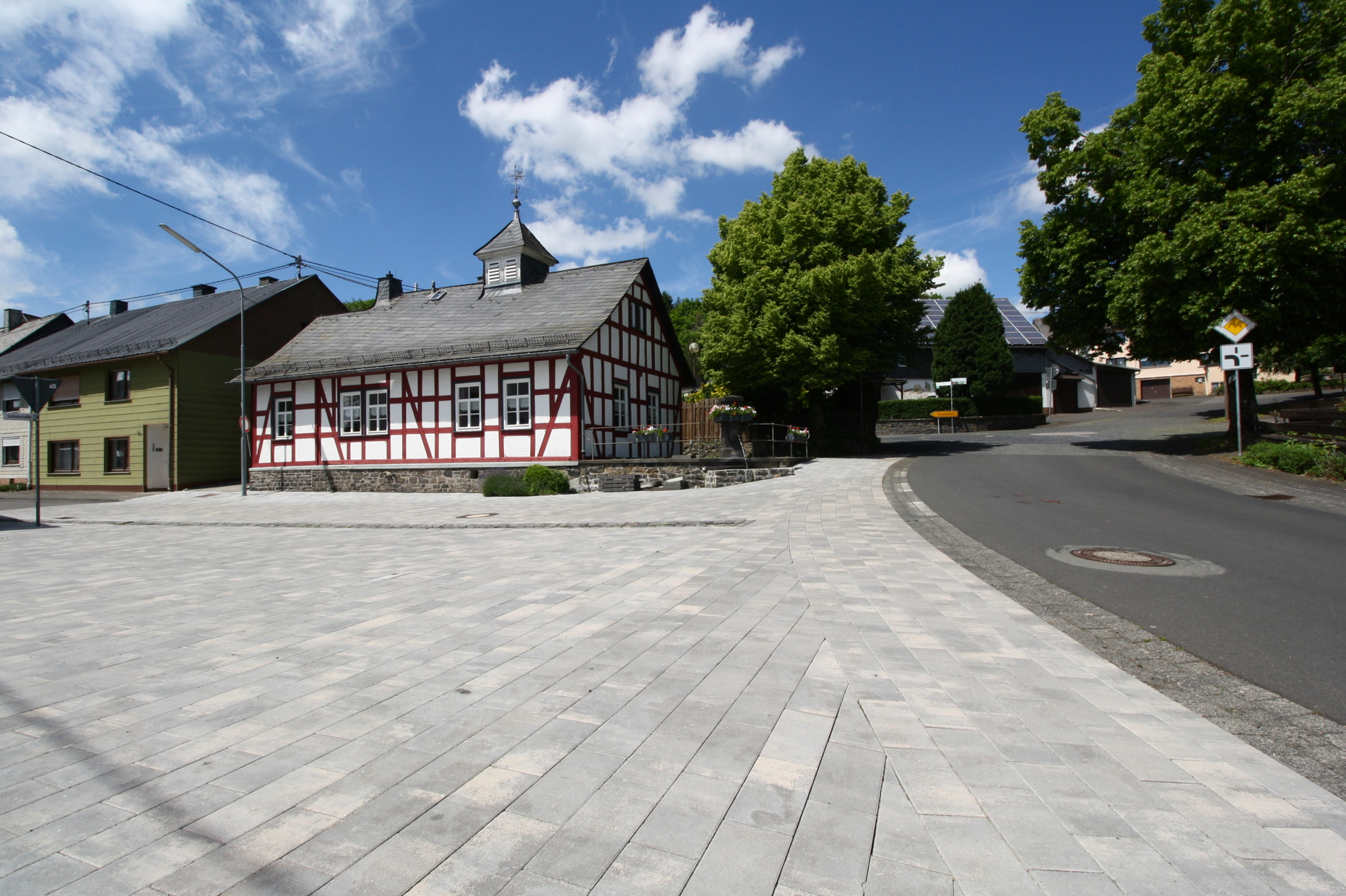
Dorfgemeinschaftshaus (Alte Schule)

Homberg ist eine Ortsgemeinde im Westerwaldkreis in Rheinland-Pfalz. Sie gehört der Verbandsgemeinde Rennerod an.

## Geographische Lage
Die Gemeinde liegt im Westerwald zwischen Siegen und Limburg an der Lahn am 634 m hohen Homberg, an der Grenze zu Hessen. Etwa ein Kilometer westlich befindet sich die Breitenbachtalsperre, die den Breitenbach (östlicher Nister-Zufluss) aufstaut.
An Homberg grenzende Nachbarorte sind das bereits zu Hessen gehörende Driedorf (Ortsteile Waldaubach im Nordosten und Hohenroth im Osten) und die ebenfalls zur Verbandsgemeinde Rennerod gehörenden Ortsgemeinden Rehe im Südosten sowie Waigandshain und Nister-Möhrendorf im Nordwesten.

## Geschichte
Homberg wurde am 29. März 1256 als Hoimberch über dem Westerwald erstmals urkundlich erwähnt. Der Ort war wohl schon seit dem Mittelalter Teil des Kirchspiels Emmerichenhain und mit diesem der Herrschaft zum Westerwald. Um 1500 lebten im Ort sechs Familien. Die 1570 erstmals erwähnt Kapelle war 1645 nur noch eine Ruine. 1635 wütete die Pest und forderte große Opfer. Die Gemeinde kauft 1778 ein Haus zur Einrichtung einer Schule, 1848 wurde eine eigene Schule erbaut.
Im 18. Jahrhundert war Homberg dem Amt Rennerod des Hauses Nassau-Diez (später Oranien-Nassau) zugeordnet. Nach Zugehörigkeit zum kurzlebigen Großherzogtum Berg fiel der Ort an das Herzogtum Nassau, das von Preußen nach dem Deutschen Krieg im Jahr 1866 annektiert wurde.
Nach dem Zweiten Weltkrieg kam Homberg zur französischen Besatzungszone und wurde 1946 Teil des damals neu gebildeten Landes Rheinland-Pfalz.
Bevölkerungsentwicklung
Die Entwicklung der Einwohnerzahl der Gemeinde Homberg, die Werte von 1871 bis 1987 beruhen auf Volkszählungen:
| Jahr | Einwohner                                    |
| ---- | -------------------------------------------- |
| 1534 | 4 Vogtleute, 7 Nassau-Bailsteiner Eigenleute |
| 1577 | 7 dienstpflichtige Häuser                    |
| 1607 | 9 Mann                                       |
| 1643 | 4                                            |
| 1684 | 13 Häuser                                    |
| 1741 | 82                                           |
| 1782 | 116                                          |
| 1815 | 183                                          |
| 1835 | 205                                          |
| 1871 | 176                                          |

| Jahr | Einwohner |
| ---- | --------- |
| 1905 | 159       |
| 1939 | 146       |
| 1950 | 146       |
| 1961 | 141       |
| 1970 | 158       |
| 1987 | 118       |
| 2005 | 158       |
| 2011 | 180       |
| 2017 | 174       |
| 2023 | 182       |

## Politik

### Gemeinderat
Der Gemeinderat in Homberg besteht aus sechs Ratsmitgliedern, die bei der Kommunalwahl am 9. Juni 2024 in einer Mehrheitswahl gewählt wurden, und dem ehrenamtlichen Ortsbürgermeister als Vorsitzendem.

### Bürgermeister
Stefan Flick wurde am 6. September 2024 Ortsbürgermeister von Homberg. Bei der Direktwahl am 9. Juni 2024 hatte er sich mit einem Stimmenanteil von 76,0 % gegen einen Mitbewerber durchgesetzt.
Flicks Vorgänger Michael Gräb hatte das Ehrenamt 1989 übernommen und kandidierte nach sechs Wiederwahlen und einer Amtszeit von 35 Jahren bei der Wahl 2024 nicht erneut als Ortsbürgermeister.
Bei der konstituierenden Sitzung am 6. September wurden zudem zwei Beigeordnete durch den Gemeinderat gewählt.

### Wappen
| Wappen von Homberg | Blasonierung: „Unter goldenem Wellenschildhaupt, darin balkenweise sieben stilisierte grüne Fichten mit schwarzem Stamm, in Rot auf grünem Berg eine silberne Kapelle mit trapezförmiger Giebelwand, gemauerten Kanten, schwarzer Doppeltür mit rundem, dreigeteiltem Oberlicht, begleitet von zwei schwarzen Fenstern, silbernem Walmdach mit schwarzem Fenster und schwarzem Giebelkreuz.“ |
| Wappen von Homberg | Wappenbegründung: Die auf dem Wappen abgebildete Kapelle wurde 1570 gebaut, von ihr blieb aber nichts erhalten. Das Wellenband symbolisiert den in der Gemarkung entspringenden Breitenbach, die Fichten eine Schutzheckenpflanzung aus dem 19. Jahrhundert. |

## Kultur und Sehenswürdigkeiten

### Kulturdenkmäler
In der Denkmalliste des Landes Rheinland-Pfalz (Stand: 2024) sind als Kulturdenkmäler das Dorfgemeinschaftshaus (ehemalige Schule, errichtet um 1848/49) und in der Waigandshainer Straße ein Fachwerk-Quereinhaus aus dem 18./19. Jahrhundert ausgewiesen.

### Regelmäßige Veranstaltungen
Alljährlich zu Christi Himmelfahrt findet das Brunnenfest statt.

## Verkehr
Der Ort liegt an der K 40. Südlich der Gemeinde verläuft die B 255, die von Montabaur nach Herborn führt. Die nächste Autobahnanschlussstelle ist Herborn an der A 45 Dortmund–Hanau, etwa 20 Kilometer entfernt.
Der nächstgelegene ICE-Halt ist der Bahnhof Montabaur an der Schnellfahrstrecke Köln–Rhein/Main.

## Persönlichkeiten
- Peter Schneider (* 30. Mai 1803 in Homberg, † im 19. Jahrhundert), Gutsbesitzer und Mitglied der Ersten Kammer der Landstände des Herzogtums Nassau.